# SPACA3
SPACA3‏ (Sperm acrosome associated 3) هوَ بروتين يُشَفر بواسطة جين SPACA3 في الإنسان.